# X legislatura de la Junta General del Principado de Asturias
La X Legislatura de la Junta General del Principado de Asturias, comenzó el 16 de junio de 2015 y finalizó el 24 de junio de 2019. Sus miembros fueron elegidos en las elecciones autonómicas del 24 de mayo de 2015. Su desarrollo fue paralelo al segundo gobierno de Javier Fernández.

## Elección
Los diputados de la X legislatura fueron elegidos el 24 de mayo de 2015. La formación más votada fue la FSA, liderada por Javier Fernández, pero se quedó a 9 escaños de la mayoría absoluta. Otras 6 formaciones obtuvieron representación en la Junta General, siendo el PP la segunda fuerza más votada, con 11 escaños. Podemos logró 9 diputados, IU-IX; cinco, y Foro y Ciudadanos, tres cada uno.

## Sesión constitutiva y elección del Presidente de la Junta General
El nuevo parlamento se reunió por primera vez el 16 de junio de 2015, y después de dos rondas, Pedro Sanjurjo (PSOE) fue reelegido Presidente de la Junta General, tras recibir el apoyo de Izquierda Unida y Ciudadanos.
| Presidente     | Presidente | Presidente | Presidente | Presidente |
| Candidatos     | Candidatos | Candidatos | Votos      | Votos      |
| Candidatos     | Candidatos | Candidatos | 1a Ronda   | 2a Ronda   |
| -------------- | ---------- | ---------- | ---------- | ---------- |
| Pedro Sanjurjo |            | PSOE       | 22         | 22         |
| Emma Ramos     |            | PP         | 14         | 14         |
| Blanco         | Blanco     | Blanco     | 9          | 9          |
| Total          | Total      | Total      | 45         | 45         |

### Composición de la Mesa
Además de al Presidente de la Junta General, ese día se escogieron también a los miembros de la Mesa de la Junta General, quedando conformada por los siguientes diputados.
| Cargo           | Nombre                                              | Grupo | Grupo           | Lista    |
| --------------- | --------------------------------------------------- | ----- | --------------- | -------- |
| Presidente      | Pedro Sanjurjo desde 16 de junio de 2015            |       | Socialista      | FSA-PSOE |
| Vicepresidentes |                                                     |       |                 |          |
| Primero         | María Josefa Miranda desde 16 de junio de 2015      |       | Izquierda Unida | IU       |
| Segundo         | José Agustín Cuervas-Mons desde 16 de junio de 2015 |       | Popular         | PP       |
| Secretarios     |                                                     |       |                 |          |
| Primero         | Ignacio Prendes desde 16 de junio de 2015           |       | Ciudadanos      | Cs       |
| Primero         | Pedro Leal desde 5 de febrero de 2016               |       | Foro Asturias   | FAC      |
| Segundo         | Rosa María Espiño desde 16 de junio de 2015         |       | Podemos         | Podemos  |

## Elección del Presidente del Consejo de Gobierno

### Proceso de elección
La elección del presidente está regulada por la ley autonómica 6/1984, que sigue el llamado «modelo de pura elección». Se produce tras la constitución de la Junta General del Principado o con el cese del anterior presidente. Serán candidatos a Presidente todos aquellos diputados que hayan sido propuestos por un mínimo de cinco de ellos. En consecuencia, puede haber más de un candidato.
Todos los candidatos expondrán su programa de gobierno en la misma sesión y, tras ella, se celebrará la primera votación, conjunta para todos ellos. Si algún candidato obtuviera mayoría absoluta en esta votación, resultaría elegido. En caso contrario, se realizaría una nueva votación, transcurridas 48 horas, con únicamente los dos candidatos más votados. En este caso, resultaría elegido el candidato con mayor número de votos (mayoría simple). En caso de empate, se repetiría la votación cada 48 horas como mínimo. En todos los casos, los diputados votan públicamente y por llamamiento, contestando con el nombre de un candidato o con la expresión «me abstengo». Si pasados dos meses desde la constitución de la Junta General, no ha sido elegido ningún candidato, ésta quedará disuelta procediéndose a convocar nuevas elecciones.

### Posiciones de los partidos tras las elecciones
El mismo día de las elecciones, el candidato socialista, Javier Fernández, dijo estar dispuesto a hablar con todos y especialmente con los partidos de la izquierda, aunque rechazo la opción de un gobierno de coalición. Como ganador de las elecciones confirmó que se presentaría a la investidura e iniciaría una ronda de contactos con los líderes de los partidos.
Por otro lado, Mercedes Fernández, del PP, anunció su intención de presentarse a la investidura, y para eso comenzó a buscar apoyos en Ciudadanos y Foro.
Por su parte, Podemos planteó una serie de exigencias, entre ellas reducir el salario y limitar a dos legislaturas el mandato de los diputados, para comenzar a negociar con cualquier otro partido. Su candidato, Emilio León, no descartó presentarse a la investidura.
Mientras tanto, Ciudadanos se abrió a pactar tanto con el PP cómo con el PSOE; y Izquierda Unida dijo que priorizaría su política de pactos en la búsqueda de un acuerdo con el PSOE y Podemos y no descartó presentarse a la investidura.
Y por último, Cristina Coto, la candidata de Foro, que acababa de perder 9 diputados, dijo que buscaría pactos con aquellos que buscarán “un cambio positivo para Asturias”.

### Primera votación de investidura
Tras varios días de contactos entre las formaciones de la Junta, ninguno de los para entonces candidatos, Javier Fernández (PSOE), Mercedes Fernández (PP) y Emilio León (Podemos),  había logrado sumar ninguno apoyo más, después de que Ciudadanos confirmará que se abstendría y con la duda de cuál sería el sentido del voto de IU y Foro.
El resultado de la votación, que tuvo lugar el 1 de julio de 2015, fue el siguiente:
| Fecha                                                  | Voto                    |    |    |   |   |   |   | Total |
| ------------------------------------------------------ | ----------------------- | -- | -- | - | - | - | - | ----- |
| 1 de julio de 2015 Mayoría requerida: Absoluta (23/45) | Javier Fernández (PSOE) | 14 |    |   |   |   |   | 14/45 |
| 1 de julio de 2015 Mayoría requerida: Absoluta (23/45) | Mercedes Fernández (PP) |    | 11 |   |   |   |   | 11/45 |
| 1 de julio de 2015 Mayoría requerida: Absoluta (23/45) | Emilio León (Podemos)   |    |    | 9 |   |   |   | 9/45  |
| 1 de julio de 2015 Mayoría requerida: Absoluta (23/45) | Abstención              |    |    |   | 5 | 3 | 3 | 11/45 |

### Segunda votación de investidura
Cuando llegó la segunda votación, todas las previsiones indicaban que Javier Fernández resultaría elegido al tener más votos que la otra candidata, Mercedes Fernández. La sorpresa vino cuando durante la votación, los diputados de Foro acabaron votando a favor de la candidata popular, alcanzándose un empate y por lo tanto ninguno de los candidatos fue investido presidente.
El resultado de la votación, que tuvo lugar el 2 de julio de 2015, fue el siguiente:
| Fecha                                        | Voto                    |    |    |   |   |   |   | Total |
| -------------------------------------------- | ----------------------- | -- | -- | - | - | - | - | ----- |
| 3 de julio de 2015 Mayoría requerida: Simple | Javier Fernández (PSOE) | 14 |    |   |   |   |   | 14/45 |
| 3 de julio de 2015 Mayoría requerida: Simple | Mercedes Fernández (PP) |    | 11 |   |   | 3 |   | 14/45 |
| 3 de julio de 2015 Mayoría requerida: Simple | Abstención              |    |    | 9 | 5 |   | 3 | 17/45 |

De esta manera se volvía a abrir un periodo de negociación de cara a una tercera sesión de investidura.

### Tercera votación de investidura
Poco después de conocerse el resultado de la segunda votación, Emilio León (Podemos) aceptó retomar las negociaciones con el PSOE al mismo tiempo que reprochaba a IU no haberles apoyado en la primera votación, permitiendo que el PP pasará a segunda ronda.
La otra candidata, Mercedes Fernández, comenzó a negociar con Ciudadanos, para tratar de sumar más votos que el PSOE.
El 10 de julio, IU anunció haber llegado a un acuerdo con el PSOE para facilitar la investidura de Javier Fernández. El acuerdo fue aprobado por los militantes de IU y la dirección del PSOE.
Finalmente, la sesión de investidura tuvo lugar el 21 de julio de 2015, y si bien se había especulado con la idea de que Podemos votaría a Mercedes Fernández para forzar un empate, finalmente se abstuvo, quedando el resultado de la votación como sigue:
| Fecha                                         | Voto                    |    |    |   |   |   |   | Total |
| --------------------------------------------- | ----------------------- | -- | -- | - | - | - | - | ----- |
| 21 de julio de 2015 Mayoría requerida: Simple | Javier Fernández (PSOE) | 14 |    |   | 5 |   |   | 19/45 |
| 21 de julio de 2015 Mayoría requerida: Simple | Mercedes Fernández (PP) |    | 11 |   |   | 3 |   | 14/45 |
| 21 de julio de 2015 Mayoría requerida: Simple | Abstención              |    |    | 9 |   |   | 3 | 12/45 |

De esta manera, y casi dos meses después de las elecciones, Javier Fernández fue elegido presidente del Principado de Asturias y pudo formar su Segundo Gobierno.

## Senadores designados
El Senado de España está conformado por un total de 265 senadores, de los cuales tan sólo 208 son elegidos por sufragio directo en las elecciones generales. Los 57 restantes son designados por los parlamentos autonómicos. Asturias cuenta con 4 senadores de elección directa y 2 de designación autonómica, que son nombrados por la Junta General del Principado de Asturias para servir el período de duración de la legislatura autonómica.
Por norma general, los senadores designados se corresponden a una distribución proporcional teniendo en cuenta el número de escaños de cada grupo parlamentario, sin embargo, los pactos entre partidos pueden implicar que los senadores correspondan a grupos parlamentarios más minoritarios.
La Mesa de la Junta General es la que asigna a cada grupo el número de senadores que le corresponde aplicando el método D'Hôndt al número de escaños. Sin embargo, los grupos pueden proponer a cualquier candidato, sin que necesariamente este forme parte del mismo. Finalmente, los candidatos son sometidos a votación en el Pleno de la Junta General, aunque realmente se trata de un mero trámite, ya que no se puede votar en contra de ninguno de los candidatos, tan sólo a favor o en blanco.
A continuación se muestran los senadores designados para el periodo 2015-2019.
| Nombre | Nombre                    | GP Junta General | GP Junta General | GP Senado | GP Senado  | Votos a favor |
| ------ | ------------------------- | ---------------- | ---------------- | --------- | ---------- | ------------- |
|        | María Luisa Carcedo Roces |                  | Socialista       |           | Socialista | 14/45         |
|        | Fernando Goñi Merino      |                  | Popular          |           | Popular    | 11/45         |

La senadora María Luisa Carcedo, tras la moción de censura que propició el acceso de Pedro Sánchez a la presidencia de España, dimitió como senadora para dirigir al Alto Comisionado para la Lucha contra la Pobreza Infantil. La sustituyó María Fernández Álvarez, también del grupo socialista.
| Nombre | Nombre                  | GP Junta General | GP Junta General | GP Senado | GP Senado  |
| ------ | ----------------------- | ---------------- | ---------------- | --------- | ---------- |
|        | María Fernández Álvarez |                  | Socialista       |           | Socialista |

María Fernández Álvarez renunció a medidos de mayo de 2019, pero debido a la inminente disolución del parlamento autonómico, no se nombró sustituto.

## Diputados
| Diputados de la X Legislatura de la Junta General del Principado de Asturias | Diputados de la X Legislatura de la Junta General del Principado de Asturias | Diputados de la X Legislatura de la Junta General del Principado de Asturias | Diputados de la X Legislatura de la Junta General del Principado de Asturias | Diputados de la X Legislatura de la Junta General del Principado de Asturias | Diputados de la X Legislatura de la Junta General del Principado de Asturias | Diputados de la X Legislatura de la Junta General del Principado de Asturias | Diputados de la X Legislatura de la Junta General del Principado de Asturias | Diputados de la X Legislatura de la Junta General del Principado de Asturias | Diputados de la X Legislatura de la Junta General del Principado de Asturias | Diputados de la X Legislatura de la Junta General del Principado de Asturias |
| Nombre                                                                       | Circunscripción                                                              | N.º                                                                          | Partido                                                                      | Partido                                                                      | Alianza                                                                      | Alianza                                                                      | GP                                                                           | Asumió                                                                       | Abandonó                                                                     | Notas                                                                        |
| ---------------------------------------------------------------------------- | ---------------------------------------------------------------------------- | ---------------------------------------------------------------------------- | ---------------------------------------------------------------------------- | ---------------------------------------------------------------------------- | ---------------------------------------------------------------------------- | ---------------------------------------------------------------------------- | ---------------------------------------------------------------------------- | ---------------------------------------------------------------------------- | ---------------------------------------------------------------------------- | ---------------------------------------------------------------------------- |
| Rafael Alonso                                                                | Central                                                                      | 9                                                                            |                                                                              | PPA                                                                          |                                                                              | PP                                                                           | Popular                                                                      | 04 de febrero de 2016                                                        | 24 de junio de 2019                                                          | Sustituye a Susana López Ares                                                |
| Dolores Álvarez Campillo                                                     | Oriental                                                                     | 1                                                                            |                                                                              | FSA                                                                          |                                                                              | PSOE                                                                         | Socialista                                                                   | 16 de junio de 2015                                                          | 24 de junio de 2019                                                          |                                                                              |
| María Dolores Carcedo                                                        | Central                                                                      | 2                                                                            |                                                                              | FSA                                                                          |                                                                              | PSOE                                                                         | Socialista                                                                   | 16 de junio de 2015                                                          | 24 de junio de 2019                                                          |                                                                              |
| Cristina Coto                                                                | Central                                                                      | 1                                                                            |                                                                              | FAC                                                                          |                                                                              | FAC                                                                          | Foro Asturias                                                                | 16 de junio de 2015                                                          | 18 de julio de 2018                                                          | Sustituida por Patricia García                                               |
| José Agustín Cuervas-Mons                                                    | Central                                                                      | 6                                                                            |                                                                              | PPA                                                                          |                                                                              | PP                                                                           | Popular                                                                      | 16 de junio de 2015                                                          | 24 de junio de 2019                                                          | Segundo vicepresidente                                                       |
| Nuria Devesa                                                                 | Central                                                                      | 6                                                                            |                                                                              | FSA                                                                          |                                                                              | PSOE                                                                         | Socialista                                                                   | 16 de junio de 2015                                                          | 24 de junio de 2019                                                          |                                                                              |
| Rosa María Espiño                                                            | Central                                                                      | 6                                                                            |                                                                              | Podemos                                                                      |                                                                              | Podemos                                                                      | Podemos Asturias                                                             | 16 de junio de 2015                                                          | 24 de junio de 2019                                                          | Segundo secretario                                                           |
| Andrés Fernández                                                             | Occidental                                                                   | 1                                                                            |                                                                              | Podemos                                                                      |                                                                              | Podemos                                                                      | Podemos Asturias                                                             | 16 de junio de 2015                                                          | 24 de junio de 2019                                                          |                                                                              |
| Carmen Fernández                                                             | Central                                                                      | 6                                                                            |                                                                              | FAC                                                                          |                                                                              | FAC                                                                          | Foro Asturias                                                                | 04 de febrero de 2016                                                        | 24 de junio de 2019                                                          | Sustituye a Isidro Martínez Oblanca                                          |
| Javier Fernández                                                             | Central                                                                      | 1                                                                            |                                                                              | FSA                                                                          |                                                                              | PSOE                                                                         | Socialista                                                                   | 16 de junio de 2015                                                          | 24 de junio de 2019                                                          | Presidente del Consejo de Gobierno                                           |
| Luis Armando Fernández                                                       | Central                                                                      | 4                                                                            |                                                                              | Independiente                                                                |                                                                              | Cs                                                                           | Ciudadanos                                                                   | 04 de febrero de 2016                                                        | 24 de junio de 2019                                                          | Sustituye a Ignacio Prendes                                                  |
| Mercedes Fernández                                                           | Central                                                                      | 1                                                                            |                                                                              | PPA                                                                          |                                                                              | PP                                                                           | Popular                                                                      | 16 de junio de 2015                                                          | 24 de junio de 2019                                                          |                                                                              |
| Gloria García                                                                | Central                                                                      | 10                                                                           |                                                                              | PPA                                                                          |                                                                              | PP                                                                           | Popular                                                                      | 15 de septiembre de 2017                                                     | 24 de junio de 2019                                                          | Sustituye a Emma Ramos                                                       |
| Nicanor García                                                               | Central                                                                      | 2                                                                            |                                                                              | Cs                                                                           |                                                                              | Cs                                                                           | Ciudadanos                                                                   | 16 de junio de 2015                                                          | 24 de junio de 2019                                                          |                                                                              |
| Patricia García                                                              | Central                                                                      | 8                                                                            |                                                                              | FAC                                                                          |                                                                              | FAC                                                                          | Foro Asturias                                                                | 18 de julio de 2018                                                          | 18 de julio de 2018                                                          | Sustituye a Cristina Coto                                                    |
| Jaime Gareth                                                                 | Central                                                                      | 6                                                                            |                                                                              | IU/IX                                                                        |                                                                              | IU/IX                                                                        | Izquierda Unida                                                              | 08 de febrero de 2019                                                        | 24 de junio de 2019                                                          | Sustituye a Gaspar Llamazares                                                |
| Lorena Gil                                                                   | Central                                                                      | 4                                                                            |                                                                              | Podemos                                                                      |                                                                              | Podemos                                                                      | Podemos Asturias                                                             | 16 de junio de 2015                                                          | 24 de junio de 2019                                                          |                                                                              |
| María Fe Gómez                                                               | Oriental                                                                     | 2                                                                            |                                                                              | PPA                                                                          |                                                                              | PP                                                                           | Popular                                                                      | 16 de junio de 2015                                                          | 24 de junio de 2019                                                          |                                                                              |
| David González                                                               | Central                                                                      | 8                                                                            |                                                                              | PPA                                                                          |                                                                              | PP                                                                           | Popular                                                                      | 8 de octubre de 2015                                                         | 24 de junio de 2019                                                          | Sustituye a Fernando Goñi                                                    |
| Fernando Goñi                                                                | Central                                                                      | 5                                                                            |                                                                              | PPA                                                                          |                                                                              | PP                                                                           | Popular                                                                      | 16 de junio de 2015                                                          | 2015 de octubre de 8                                                         | Sustituye a María Fe Gómez                                                   |
| Marcos Gutiérrez Escandón                                                    | Oriental                                                                     | 2                                                                            |                                                                              | FSA                                                                          |                                                                              | PSOE                                                                         | Socialista                                                                   | 16 de junio de 2015                                                          | 24 de junio de 2019                                                          |                                                                              |
| Jesús Gutiérrez                                                              | Central                                                                      | 5                                                                            |                                                                              | FSA                                                                          |                                                                              | PSOE                                                                         | Socialista                                                                   | 16 de junio de 2015                                                          | 24 de junio de 2019                                                          |                                                                              |
| Esther Landa                                                                 | Central                                                                      | 2                                                                            |                                                                              | FAC                                                                          |                                                                              | FAC                                                                          | Foro Asturias                                                                | 16 de junio de 2015                                                          | 29 de septiembre de 2015                                                     | Sustituida por Isidro Martínez Oblanca                                       |
| Fernando Lastra                                                              | Central                                                                      | 3                                                                            |                                                                              | FSA                                                                          |                                                                              | PSOE                                                                         | Socialista                                                                   | 16 de junio de 2015                                                          | 24 de junio de 2019                                                          |                                                                              |
| Emilio León                                                                  | Central                                                                      | 1                                                                            |                                                                              | Podemos                                                                      |                                                                              | Podemos                                                                      | Podemos Asturias                                                             | 16 de junio de 2015                                                          | 24 de junio de 2019                                                          |                                                                              |
| Gaspar Llamazares                                                            | Central                                                                      | 1                                                                            |                                                                              | IU/IX                                                                        |                                                                              | IU/IX                                                                        | Izquierda Unida                                                              | 16 de junio de 2015                                                          | 08 de febrero de 2019                                                        | Sustituye a Jaime Gareth                                                     |
| Pedro Leal                                                                   | Central                                                                      | 5                                                                            |                                                                              | FAC                                                                          |                                                                              | FAC                                                                          | Foro Asturias                                                                | 29 de octubre de 2015                                                        | 24 de junio de 2019                                                          | Sustituye a Argimiro Rodríguez. Primer secretario                            |
| Enrique López                                                                | Central                                                                      | 5                                                                            |                                                                              | Podemos                                                                      |                                                                              | Podemos                                                                      | Podemos Asturias                                                             | 16 de junio de 2015                                                          | 24 de junio de 2019                                                          |                                                                              |
| Susana López Ares                                                            | Central                                                                      | 7                                                                            |                                                                              | PPA                                                                          |                                                                              | PP                                                                           | Popular                                                                      | 16 de junio de 2015                                                          | 04 de febrero de 2016                                                        | Sustituido por Rafael Alonso                                                 |
| Marcelino Marcos                                                             | Occidental                                                                   | 2                                                                            |                                                                              | FSA                                                                          |                                                                              | PSOE                                                                         | Socialista                                                                   | 16 de junio de 2015                                                          | 24 de junio de 2019                                                          |                                                                              |
| Isidro Martínez Oblanca                                                      | Central                                                                      | 4                                                                            |                                                                              | FAC                                                                          |                                                                              | FAC                                                                          | Foro Asturias                                                                | 15 de octubre de 2015                                                        | 04 de febrero de 2016                                                        | Sustituye a Esther Landa y sustituido por Carmen Fernández                   |
| María Concepción Masa                                                        | Central                                                                      | 2                                                                            |                                                                              | IU/IX                                                                        |                                                                              | IU/IX                                                                        | Izquierda Unida                                                              | 16 de junio de 2015                                                          | 24 de junio de 2019                                                          |                                                                              |
| María Josefa Miranda                                                         | Central                                                                      | 3                                                                            |                                                                              | IU/IX                                                                        |                                                                              | IU/IX                                                                        | Izquierda Unida                                                              | 16 de junio de 2015                                                          | 24 de junio de 2019                                                          | Primer vicepresidente                                                        |
| Lucía Montejo                                                                | Central                                                                      | 2                                                                            |                                                                              | Podemos                                                                      |                                                                              | Podemos                                                                      | Podemos Asturias                                                             | 16 de junio de 2015                                                          | 24 de junio de 2019                                                          |                                                                              |
| Carmen Ordieres                                                              | Central                                                                      | 4                                                                            |                                                                              | FSA                                                                          |                                                                              | PSOE                                                                         | Socialista                                                                   | 16 de junio de 2015                                                          | 24 de junio de 2019                                                          |                                                                              |
| Carmen Pérez                                                                 | Occidental                                                                   | 2                                                                            |                                                                              | PPA                                                                          |                                                                              | PP                                                                           | Popular                                                                      | 16 de junio de 2015                                                          | 24 de junio de 2019                                                          |                                                                              |
| Elsa Pérez                                                                   | Occidental                                                                   | 1                                                                            |                                                                              | FSA                                                                          |                                                                              | PSOE                                                                         | Socialista                                                                   | 16 de junio de 2015                                                          | 24 de junio de 2019                                                          |                                                                              |
| Héctor Piernavieja                                                           | Central                                                                      | 7                                                                            |                                                                              | Podemos                                                                      |                                                                              | Podemos                                                                      | Podemos Asturias                                                             | 16 de junio de 2015                                                          | 24 de junio de 2019                                                          |                                                                              |
| Ignacio Prendes                                                              | Central                                                                      | 2                                                                            |                                                                              | Independiente                                                                |                                                                              | Cs                                                                           | Ciudadanos                                                                   | 16 de junio de 2015                                                          | 04 de febrero de 2016                                                        | Primer Secretario. Sustituido por Luis Armando Fernández                     |
| Marta Pulgar                                                                 | Central                                                                      | 5                                                                            |                                                                              | IU/IX                                                                        |                                                                              | IU/IX                                                                        | Izquierda Unida                                                              | 16 de junio de 2015                                                          | 24 de junio de 2019                                                          |                                                                              |
| Emma Ramos                                                                   | Central                                                                      | 3                                                                            |                                                                              | PPA                                                                          |                                                                              | PP                                                                           | Popular                                                                      | 16 de junio de 2015                                                          | 15 de septiembre de 2017                                                     | Sustituido por Gloria García                                                 |
| Daniel Ripa                                                                  | Central                                                                      | 3                                                                            |                                                                              | Podemos                                                                      |                                                                              | Podemos                                                                      | Podemos Asturias                                                             | 16 de junio de 2015                                                          | 24 de junio de 2019                                                          |                                                                              |
| Argimiro Rodríguez                                                           | Central                                                                      | 3                                                                            |                                                                              | FAC                                                                          |                                                                              | FAC                                                                          | Foro Asturias                                                                | 16 de junio de 2015                                                          | 29 de octubre de 2015                                                        | Sustituido por Pedro Leal                                                    |
| Matías Rodríguez                                                             | Occidental                                                                   | 1                                                                            |                                                                              | PPA                                                                          |                                                                              | PP                                                                           | Popular                                                                      | 16 de junio de 2015                                                          | 24 de junio de 2019                                                          |                                                                              |
| Pedro de Rueda                                                               | Central                                                                      | 4                                                                            |                                                                              | PPA                                                                          |                                                                              | PP                                                                           | Popular                                                                      | 16 de junio de 2015                                                          | 24 de junio de 2019                                                          |                                                                              |
| Diana Sánchez                                                                | Central                                                                      | 2                                                                            |                                                                              | Cs                                                                           |                                                                              | Cs                                                                           | Ciudadanos                                                                   | 16 de junio de 2015                                                          | 24 de junio de 2019                                                          |                                                                              |
| Pedro Sanjurjo                                                               | Central                                                                      | 7                                                                            |                                                                              | FSA                                                                          |                                                                              | PSOE                                                                         | Socialista                                                                   | 16 de junio de 2015                                                          | 24 de junio de 2019                                                          | Presidente de la Junta                                                       |
| Carlos Suárez                                                                | Central                                                                      | 2                                                                            |                                                                              | PPA                                                                          |                                                                              | PP                                                                           | Popular                                                                      | 16 de junio de 2015                                                          | 24 de junio de 2019                                                          |                                                                              |
| Marcelino Torre                                                              | Central                                                                      | 9                                                                            |                                                                              | FSA                                                                          |                                                                              | PSOE                                                                         | Socialista                                                                   | 16 de junio de 2015                                                          | 24 de junio de 2019                                                          |                                                                              |
| Paula Valero                                                                 | Oriental                                                                     | 1                                                                            |                                                                              | Podemos                                                                      |                                                                              | Podemos                                                                      | Podemos Asturias                                                             | 16 de junio de 2015                                                          | 24 de junio de 2019                                                          |                                                                              |
| Margarita Vega                                                               | Central                                                                      | 8                                                                            |                                                                              | FSA                                                                          |                                                                              | PSOE                                                                         | Socialista                                                                   | 16 de junio de 2015                                                          | 24 de junio de 2019                                                          |                                                                              |
| Luis Venta                                                                   | Oriental                                                                     | 1                                                                            |                                                                              | PPA                                                                          |                                                                              | PP                                                                           | Popular                                                                      | 16 de junio de 2015                                                          | 24 de junio de 2019                                                          |                                                                              |
| Verónica Vior                                                                | Occidental                                                                   | 3                                                                            |                                                                              | FSA                                                                          |                                                                              | PSOE                                                                         | Socialista                                                                   | 16 de junio de 2015                                                          | 24 de junio de 2019                                                          |                                                                              |
| Ovidio Zapico                                                                | Central                                                                      | 4                                                                            |                                                                              | IU/IX                                                                        |                                                                              | IU/IX                                                                        | Izquierda Unida                                                              | 16 de junio de 2015                                                          | 24 de junio de 2019                                                          |                                                                              |